# Michael Deeley
Michael Deeley (ur. 6 sierpnia 1932 w Londynie) – brytyjski producent filmowy.
Laureat Oscara 1979 w kategorii: najlepszy film za Łowcę jeleni (wspólnie z: Michaelem Cimino, Barrym Spikingsem i Johnem Peverallem).

## Wybrana filmografia
jako producent:
- Włoska robota (1969) – reż. Peter Collinson
- Prywatna wojna Murphy'ego (1971) – reż. Peter Yates
- Honor pułku (1975) – reż. Michael Anderson
- Człowiek, który spadł na ziemię (1976) – reż. Nicolas Roeg
- Łowca jeleni (1978) – reż. Michael Cimino
- Łowca androidów (1982) – reż. Ridley Scott